# رحيل البحر (فلم)
رحيل البحر هو فيلم دراما مغربي سنة 2003، من إخراج فريدة بورقية، وبطولة كل من ثريا جبران، محمد بسطاوي، محمد خيي، عبد الله العمراني، فاطمة وشاي، بنعيسى الجيراري، طارق البخاري، عزيز حطاب، حنان الإبراهيمي، بشرى إيجورك. قصة الفيلم مقتبسة من رواية «رحيل البحر» التي ألّفها الروائي المغربي محمد عز الدين التازي سنة 1983.

## القصة
تتقاطع حكايات مدينة شاطئية أُناسها ليسوا ملائكة ولا شياطين، حكايات المدينة وبحرها تتشكل من طقوس اجتماعية، يحكمها قلق الحياة اليومية وقلق التطلع على حياة أفضل. شخصياتها تتذوق لذة ومرارة الحياة بين الواقع والتوقعات.

## روابط خارجية
- مقالات تستعمل روابط فنية بلا صلة مع ويكي بيانات